# 須加村
須加村（すかむら）は埼玉県の北部、北埼玉郡に属していた村。群馬県と境を接する。

## 地理
- 河川：利根川

## 歴史
もとは江戸期より存在した須加村であった。
- 1873年（明治6年） - 須加学校（後の行田市立須加小学校、2022年4月に行田市立見沼小学校に統合して閉校[2]）を長光寺の境内に開設[1]。
- 1879年（明治12年） - 北埼玉郡に所属する。
- 1889年（明治22年）4月1日 - 町村制施行により、須加村、下中条村が合併し北埼玉郡須加村が成立する[1]。旧村は須加村の大字となる。
- 1954年（昭和29年）3月31日 - 荒木村、北河原村とともに行田市へ編入され消滅[3]。大字は行田市に継承された。

## 村長
- 川島得太郎（川島奇北）：1901年 -